# Kamimura Sho
Sho Kamimura (sinh ngày 29 tháng 3 năm 1989) là một cầu thủ bóng đá người Nhật Bản.

## Sự nghiệp câu lạc bộ
Sho Kamimura đã từng chơi cho Mito HollyHock, Albirex Niigata Singapore, Shillong Lajong và FC Machida Zelvia.